# David Labriola
David K. Labriola (* 1960 in Naugatuck, Connecticut) ist ein US-amerikanischer Rechtsanwalt und Politiker (Republikanische Partei).

## Leben
David Labriola wurde 1960 als Sohn von Jerry Labriola und dessen Frau Lois in Naugatuck geboren. Er wuchs zusammen mit zwei Geschwistern auf und besuchte die Naugatuck High School, wo er 1978 seinen Abschluss machte. Er studierte an der Yale University und erhielt dort 1982 einen Bachelor of Arts (B.A.). Anschließend studierte er an der Law School der University of Connecticut und erhielt dort 1985 einen Juris Doctor.
Von 1990 bis 1993 praktizierte er in seiner eigenen Anwaltskanzlei in Naugatuck. Daneben war er von 1991 bis 1993 Police Commissioner in Naugatuck. Labriola ist Mitglied der Anwaltschaft von Connecticut (Connecticut Bar Association) und der Connecticut Criminal Defense Lawyers Association. 1993 gründete er zusammen mit seinem Bruder Jerry Labriola junior die Anwaltskanzlei Labriola and Labriola, LLC in Naugatuck. Von 1995 bis 1997 bekleidete er das Amt des Town Attorney für das Borough of Naugatuck. 2002 wurde er für den 131. Distrikt in das Repräsentantenhaus von Connecticut gewählt und gehört diesem seit 2003 an.
Labriola ist verheiratet und hat drei Kinder.